# Petter Mercado
Peter Taylor Mercado Nazareno (Guayaquil, Guayas, Ecuador, 1 de diciembre de 1981) es un futbolista ecuatoriano que juega en la posición de defensa.

## Trayectoria
Peter Mercado jugó en la selección de fútbol de Ecuador sub-15 y sub-17, en varios clubes de Ecuador y de Ucrania.

## Clubes
| Club                   | País    | Año       |
| ---------------------- | ------- | --------- |
| Rocafuerte FC          | Ecuador | 1996-1998 |
| El Nacional            | Ecuador | 1999      |
| Rocafuerte FC          | Ecuador | 2000      |
| Huaquillas Fútbol Club | Ecuador | 2001      |
| Montenegro Fútbol Club | Ecuador | 2002      |
| FC Vorskla Poltava     | Ucrania | 2002-2003 |
| FC Kryvbas Kryvyi Rih  | Ucrania | 2004      |
| FC Dinamo de Kiev      | Ucrania | 2005      |
| Liga de Loja           | Ecuador | 2005      |
| Emelec                 | Ecuador | 2006      |
| Universidad Católica   | Ecuador | 2007-2010 |
| River Ecuador          | Ecuador | 2010      |
| Atlético Audaz         | Ecuador | 2011      |
| Ferroviarios           | Ecuador | 2012      |
| Mushuc Runa            | Ecuador | 2013      |
| Deportivo Colón        | Ecuador | 2015      |